# Ellinochóri (Corinthe)
Ellinochóri, en grec moderne : Ελληνοχώρι, est un village du dème de Vélo-Vócha, district régional de Corinthie, en Grèce.
Selon le recensement de 2011, la population du village s'élève à 335 habitants.